# Jakartovice (stacja kolejowa)
Jakartovice – przystanek kolejowy (dawna stacja kolejowa) w Jakartovicach, w kraju morawsko-śląskim, w Czechach na adresie Jakartovice 112. Znajduje się na wysokości 355 m n.p.m. i leży na linii kolejowej nr 314.